# Jelcz 422

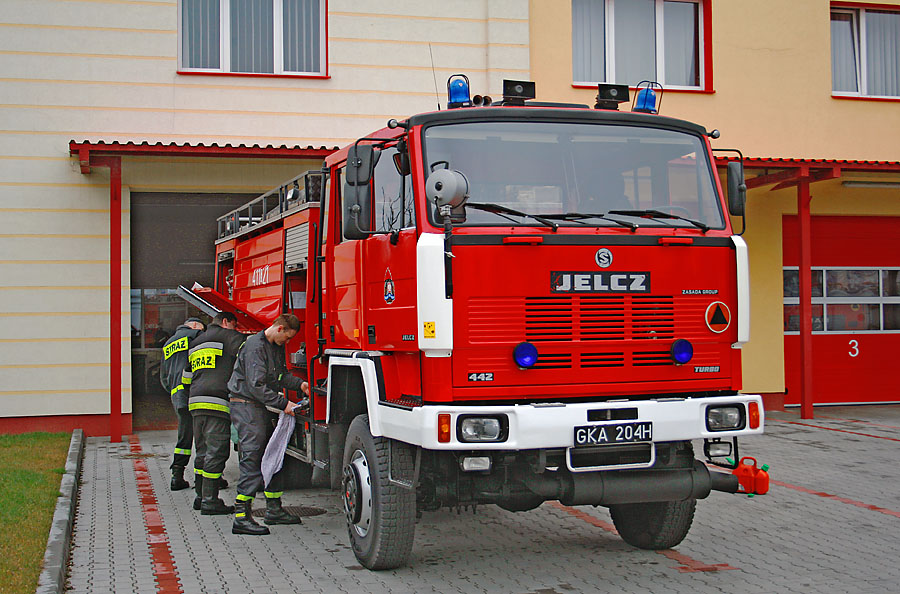
Ciężki samochód gaśniczy Jelcz 014R na podwoziu 4x4 Jelcz 442

Jelcz 422 − druga generacja samochodów ciężarowych Jelcz serii "400", następcy rodziny Jelcz 410. Wraz z wprowadzeniem do produkcji nowej rodziny samochodów ciężarowych wprowadzono w nich nowe podzespoły. W palecie silników oprócz zmodernizowanych jednostek WSK Mielec znalazł się także Detroit Diesel Series 60 wraz z 12 biegową skrzynią Eaton, który miał zachęcić do kupna klientów zagranicznych. Po dość dobrych opiniach na temat silnika Series 60 wprowadzono do sprzedaży także tańszy wariant z silnikiem Steyr WD 615, a jako opcję dla skrzyń FPS wprowadzono skrzynie biegów ZF z 16 przełożeniami. Po przejęciu Jelcza w 1995 roku przez Zasada Group wprowadzono także do produkcji pojazdy z silnikiem Mercedes-Benz OM 441 LA. Jednocześnie modernizowano stare jednostki napędowe, czego ukoronowaniem był silnik WSK Mielec MD111E spełniający wymagania normy emisji spalin Euro 2. W związku z wprowadzeniem normy emisji spalin Euro 3, zrewidowano istniejącą paletę silnikową i na przełomie lat 1999/2000 wprowadzono do sprzedaży jednostki Iveco Aifo.  Pozostałe silniki praktycznie zostały wycofane z oferty.
W zależności od silnika wyróżniano modele 422, 423, 424, 425, a ponadto model 442 różniący się napędem 4x4, używany głównie do specjalistycznych zabudów, np. pożarniczych.

## Silniki
- WSK Mielec SW680: 242 KM[1], 260 KM[5]
- WSK Mielec SWT11: 272 KM[1], 290 KM[5]
- WSK Mielec MD111E: 320 KM Euro 2[6]
- Detroit Diesel Series 60: 400 KM[1], 425 KM Euro 2[5]
- Steyr WD 615: 306 KM[2], 316 KM[3], 320 KM Euro 1[5]
- Mercedes-Benz OM 441 LA: 340 KM Euro 2[2]
- Iveco Aifo: 239 KM, 345 KM, 375 KM, 430 KM Euro 2/3[4][7]